# Dankerath
Dankerath é um município da Alemanha localizado no distrito de Ahrweiler, no estado da Renânia-Palatinado. É membro da associação municipal de Verbandsgemeinde Adenau.

## Demografia
Evolução da população (em 31 de dezembro de cada ano):
| - 1815 – 122 - 1835 – 113 - 1871 – 97 - 1905 – 120 - 1939 – 104 - 1950 – 115 | - 1961 – 99 - 1965 – 89 - 1970 – 105 - 1975 – 102 - 1980 – 115 - 1985 – 109 | - 1987 – 117 - 1990 – 109 - 1995 – 112 - 2000 – 102 - 2005 – 95 |

Datenquelle: Statistisches Landesamt Rheinland-Pfalz